# 烟标

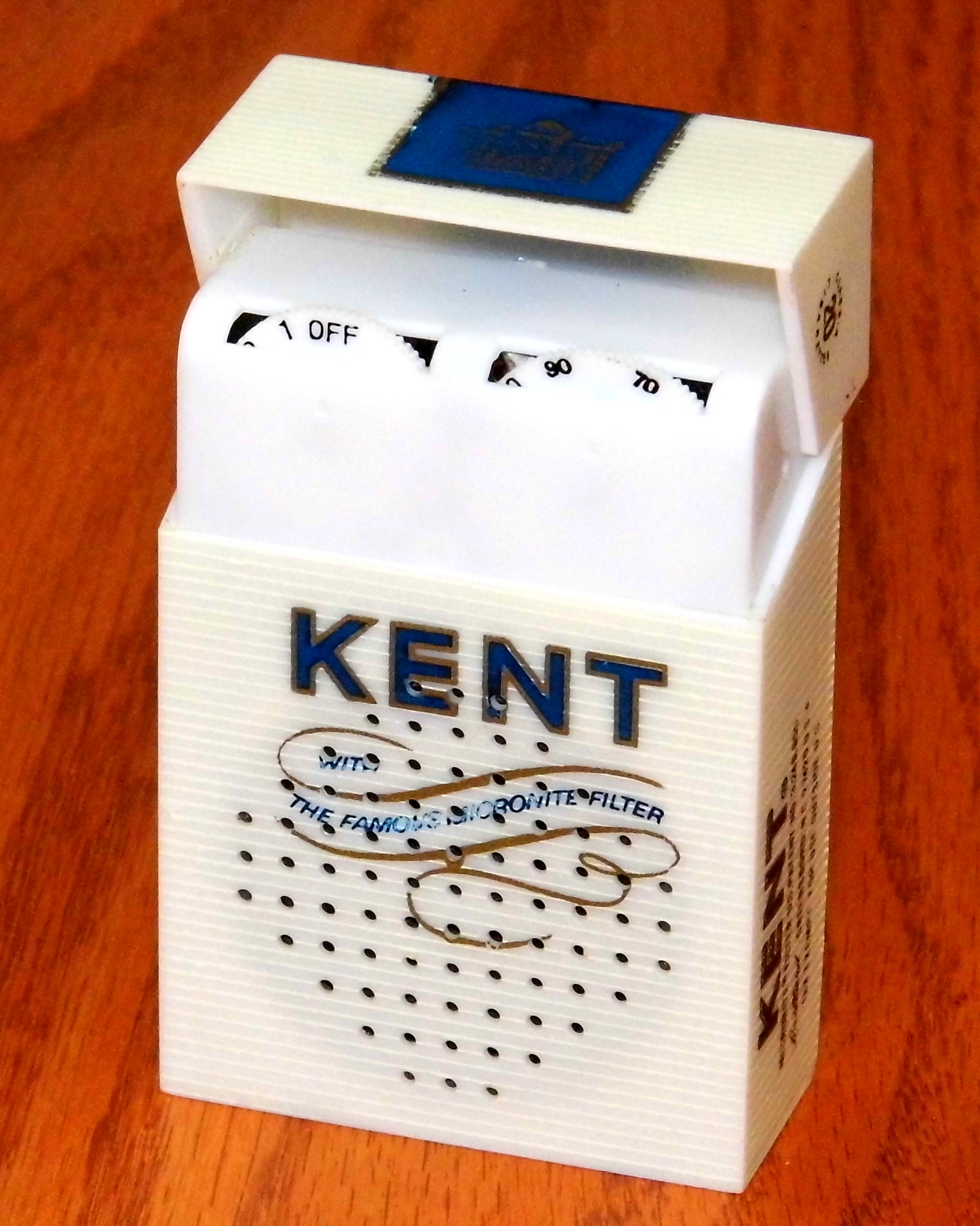
健牌烟标

烟标，也称烟盒、香烟盒、烟包、烟纸、或烟牌，俗称烟壳子，是指卷烟及烟草制品的直接外包装物，包括商标（烟画）、封签、条盒等形式，香烟如果不放進香烟盒內的話容易被弄壞。烟标這個中文名字來自中国大陆烟标收藏家、南京市烟标收藏协会首任会长余晋麟，他于1980年代起了烟标這個名字。随着民间爱好者的日益增多，烟标逐渐成为所谓“世界四大平面藏品”（烟标、火花、邮票、酒标）之一；然而依照目前收藏界内的标准，该定义尚未得到有效的统一。

## 发展
- 在中国，烟标收藏起始于清末民初，兴盛于1980年代[2]。
- 在日本，烟标收藏已行之有年，并广泛影响其它东亚地区，如臺灣、南韓、以及中港澳等地，带动了亚洲现代烟标收藏的迅速起步。
- 在1970至1980年代的中国大陆，烟标常被人们折叠成各种几何形状，作为一种儿童玩具或游戏道具。、
- 1985年1月1日，中国大陆首个烟标收藏协会在南京成立。

## 类别
烟标可按国家或地区、年代（如“早期标”、“现代标”、“文革标”）、内容（如花鸟、人物）、厂家（如帝国烟草、日本烟草、中烟、红塔集团）等分类。特殊的如“纪念标”、（毛泽东）“语录标”、（停产了的）“下马厂标”、“三无标”、“警句标”、 “色套标”、“观光纪念标”、“试制标”、“特供标”等等，多以个人爱好或烟标的生产性质为准。
- 外观：软包型、硬壳型、浮雕、镭射、3D（立体）……
- 材质：纸、铁、木、塑料……
- 型制：20支，25支，5支，16支……

## 详见
- 雪茄
- 香烟扑克